# 渡部悟
渡部 悟（わたなべ さとる、1988年（昭和63年）8月13日 - ）は、大阪府和泉市出身のボートレーサー。大阪府立高石高等学校卒業。妻は元ボートレーサーの大原由子。登録第4572号。身長163cm。血液型O型。105期。大阪支部所属。同期に、佐藤翼、磯部誠、長谷川雅和らがいる。

## 来歴
- 2009年11月15日からボートレース住之江で開催された 一般戦「あざやか霜月」初日第2Rでデビュー[1]。（6号艇6コース、5着）
- 2010年1月2日からボートレース住之江で開催された 一般戦「第48回全大阪王将戦」5日目第3Rで初勝利[2]。（デビュー26走目、6号艇6コース。決まり手：抜き）水神祭を飾る[3]。
- 2014年1月26日からボートレース桐生で開催された 一般戦「第16回日本財団会長杯」5日目（最終日）第12Rで初優出[4]。（6号艇6コース、6着）
- 2018年6月15日からボートレース常滑で開催された 一般戦「A−jito杯」4日目（最終日）第12Rで1号艇1コースからイン逃げを決めて初優勝[5]。（デビュー4年4ヶ月）
- 2019年4月13日からボートレース多摩川で開催された 一般戦「第14回サントリーカップ」6日目（最終日）第12Rで4号艇4コースからまくりを決めて通算2回目の優勝[6]。

## 人物・エピソード
- ボートレーサーを目指したキッカケは漫画『モンキーターン』。高校1年の時に住之江競艇場で吉永則雄の完全優勝を見て、進路を固めた[7]。
- 105期やまとチャンプ[8]
- 師匠は倉谷和信。
- 2014年1月、大阪支部の先輩・大原由子と結婚[9]。

## 戦績
- 出走回数：2392回
- 1着回数：344回
- 優出回数：25回
- フライング(F)回数：8回
- 出遅れ(L)回数：0回
- 通算勝率：5.03
- 2連対率：30.27
- 3連対率：47.78
- 生涯獲得賞金：161,188,813円